# Predigtstuhl (Wieningerberg)
Der Predigtstuhl ist ein 718 m ü. A. hoher Berg nordwestlich von Groß-Siegharts in Niederösterreich.
Der Predigtstuhl, die höchste Erhebung des Thayahochlandes, befindet sich im Wieningsberg genannten Höhenzug, der zugleich die Gemeindegrenze zwischen den Städten Groß-Siegharts und Waidhofen an der Thaya darstellt. Der Berg liegt auf dem Gebiet der Stadtgemeinde Groß-Siegharts. Der mitten im Bandlkramerland liegende Predigtstuhl wird von zahlreichen Wanderwegen erschlossen, der durch kaum bewirtschaftete Waldbereiche und an den für die Region typischen, teilweise mit Moos überwucherten Felsformationen vorbei führt. Markant ist der Göttersitz, ein drei Meter hoher, quadratisch anmutender Steinblock. Der Gipfel des Predigtstuhl ist wenig spektakulär, aber mit einem Rastplatz ausgestattet.
Am 1. Dezember 2024, 15.30 Uhr MEZ stürzte ein Ultraleichtflugzeug Typ Flight Design CT unterwegs im Sichtflug vom Flugplatz Krems-Langenlois nach Dobersberg am Predigtstuhl ab. Der 83-jährige Pilot aus Weitra starb dabei.